# Всемирная федерация тхэквондо
Всемирная федерация тхэквондо (англ. World Taekwondo, до 2018 года — англ. World Taekwondo Federation) была создана 28 мая 1973 года, её президентом является Чо Чжонвон. 25-27 мая 1973 года был проведен первый чемпионат мира в Сеуле. Штаб-квартирой ВТФ и одновременно центром тхэквондо является Куккивон, расположенный на вершине склона в районе Яндон в Сеуле (Корея). Куккивон был открыт 30 ноября 1972 года и зарегистрирован в государственных органах 7 июля 1974 года. Ким Ун Ён стал первым президентом ВТФ, а 17 июля 1980 года Всемирная Федерация Тхэквондо получила признание Международного Олимпийского Комитета (МОК). 24 июня 2017 года Всемирная федерация тхэквондо сменила название с World Taekwondo Federation на World Taekwondo.

## Уровни мастерства
Гып — ученическая степень
Дан — мастерская степень
Аттестация
Новичок начинает с белого пояса (10-й гып), проходя через 9 гып, затем 8-й гып, и так далее до 1-го гыпа. Начиная с белого (10 гып) по красный пояс (2 гып), аттестация проходит обычно раз в три месяца. Владелец красного пояса с черной нашивкой (1 гып) должен тренироваться как минимум полгода, прежде чем он сможет сдавать на 1-й дан. Каждый может получить черный пояс 1-й дан через 3,5 — 4 года, в зависимости от способностей, частоты тренировок и частоты проведения аттестаций.
Система поясов
- 10 кып — белый пояс
- 9 кып — белый пояс с жёлтой полосой.
- 8 кып — жёлтый пояс.
- 7 кып — жёлтый пояс с зелёной полосой.
- 6 кып — зелёный пояс.
- 5 кып — зелёный пояс с синей полосой.
- 4 кып — синий пояс.
- 3 кып — синий пояс с красной полосой.
- 2 кып — красный пояс.
- 1 кып — красный пояс с чёрной полосой.
- 1 пум — красно-чёрный по всей длине подростковый детский чёрный пояс (до 18 лет),
- 1 дан — чёрный пояс с одной золотой нашивкой
- 2 дан — чёрный пояс с двумя золотыми нашивками и так до 9 дана.

Степени мастерства
1-3 Дан — Помощник инструктора
4-5 Дан — Инструктор
6-7- Дан — Инструктор-мастер
8-9 Дан — Грандмастер
8-й и 9-й Даны также могут быть почётными, их могут присваивать за заслуги в продвижении тхэквондо. Таких Данов удостаивались президенты Казахстана, России, США, Индонезии, Гондураса, Испании, Хорватии и Пакистана, президенты МОК — Хуан Антонио Самаранч, Жак Рогге, Томас Бах, а также генеральный секретарь ООН Пан Ги Мун.
Однако, в Правилах проведения Квалификационных Тестов ВТ указано, что, несмотря на заслуживающий уважения возраст, обычно присущий мастерам такого уровня, Квалификационные Экзамены предусмотрены и для претендентов, сдающих на 8-й и 9-й Даны. 
Во время визита президента РФ Бориса Ельцина в Южную Корею ему был присвоен 8 дан, а генералу армии Павлу Грачёву — 6-й. 
Значение цвета пояса
Белый
— Цвет снега, цвет рождения жизни, цвет начала нового года, цвет чистого листа, на котором еще только предстоит написать первые строки тхэквондо. Белый пояс — пояс для начинающих заниматься тхэквондо.
Желтый
— Цвет восходящего весеннего солнца, цвет утренней зари, цвет начала года и начала дня. Олицетворяет начало долгого пути, который еще только предстоит пройти ученику, он уже встал на правильную дорогу, солнце тхэквондо осветило его своими лучами, но это только первые шаги.
Зеленый
— Цвет расцветающей природы, цвет лета. На этом уровне учитель видит, что в ученике уже прорастают посеянные зерна, но эти зерна еще очень маленькие и слабые. Ученик делает первые шаги в понимании и восприятии тхэквондо и себя как единого целого.
Синий
— Цвет неба и морских глубин. Ученик, носящий этот пояс, задумывается о необъятности мира, непознаваемости всего тхэквондо, осознает что он частица целого. Обладатель синего пояса поднимается на новые высоты тхэквондо и одновременно опускается в неизведанные глубины философии боевого искусства.
Красный
— Цвет спелости плодов и зрелости знания, цвет осени — времени сбора урожая и подведения итогов. Обладатель красного пояса должен посмотреть на пройденный путь и определить новые цели и новые задачи.
Черный
— Цвет мудрости. Черный цвет объединяет в себе все цвета спектра — он постиг все ступени тхэквондо, прошел все стадии от белого до красного. Обладатель черного пояса — боец, постигший технику, мораль, культуру и этикет тхэквондо.

## Формальные комплексы упражнений
Пхумсе в ВТФ это формальный комплекс упражнения как и в Каратэ Ката:
- 1 — Тхэгык иль джан (Небо)
- 2 — Тхэгык и джан (Радость)
- 3 — Тхэгык сам джан (Огонь)
- 4 — Тхэгык са джан (Гром)
- 5 — Тхэгык о джан (Ветер)
- 6 — Тхэгык юк чан (Вода)
- 7 — Тхэгык чхиль джан (Гора)
- 8 — Тхэгык пхаль джан (Земля)

Существуют ещё комплекс Пхумсе - Паль Гэ, состоящий также из восьми частей, но с определённого времени он не включён в программу поясных экзаменов ВТФ, хотя в учебниках Тхэквондо, издаваемых Куккивон, этот комплекс также предлагается для изучения.
Пхумсе на черные пояса:
- 1 дан Тхэгык пхаль джан (Земля)
- 2 дан Корё (Высокая красота)
- 3 дан Кымган (Алмазная гора)
- 4 дан Тхэбэк (Великая белизна)
- 5 дан Пхёнвон (Плоская равнина)
- 5 дан Сипчин (10 передвижений)
- 6 дан Читхэ (Топтать землю ногами)
- 7 дан Чхонвон (Небесная купель)
- 8 дан Хансу (Китайская вода)
- 9 дан Ир-о (Единственность)

Корейский счёт до 10:
- 1 — Хана (하나)
- 2 —Туль (둘)
- 3 — Сэт (셋)
- 4 — Нэт (넷)
- 5 — Тасот (다섯)
- 6 — Ёсот (여섯)
- 7 — Ильгоп (일곱)
- 8 — Ёдоль (여덟)
- 9 — Ахоп (아홉)
- 10 — Ёль (열)

## Требования к одежде
Тобок — это костюм из легкого белого льняного полотна, состоящий из куртки с запахивающимися полами или надевающейся через голову (современная версия), брюк и пояса (tti). Куртка должна прикрывать зад, и ее рукава достают по меньшей мере до более чем половины предплечья, по большей — до запястий. Брюки должны быть сшиты так, чтобы в них можно было сделать боковой шпагат. В длину они, по крайней мере, достигают щиколоток. Пояса (tti) должно хватить, чтобы 2 раза обернуть его вокруг талии, причем после завязывания специальным узлом оба конца пояса свешиваются вниз на одинаковую длину между 25-30 см. Куртка обладателя дана должна иметь воротник с черным бортом (у взрослых, черно-красным у детей).

## Соревнования
В тхэквондо ВТФ визитной карточкой являются удары с прыжками ногами в голову, в корпус, а также руками в грудь, в пресс. Каждый участник надевает на себя защитный жилет, шлем, бандаж, накладки на голень, предплечья и личный номер участника на спине. Продолжительность поединка, (в зависимости от возраста)например: для взрослых и юниоров,3 раунда по 2 минуты и 3 раунда по 1.5 минуты у кадетов.